# Émile-Auguste Chartier
Émile-Auguste Chartier, detto Alain (Mortagne-au-Perche, 3 marzo 1868 – Le Vésinet, 2 giugno 1951), è stato un filosofo, giornalista, scrittore e professore francese.

## Biografia
Nel 1881 iniziò gli studi al liceo d'Alençon, dove passò 5 anni. Il 13 giugno 1956, il liceo d'Alençon ha preso il nome del suo più celebre allievo: liceo Alain. Dopo la École normale supérieure, fu nominato professore a Pontivy, Lorient, Rouen e a Parigi (dapprima al liceo Condorcet, poi al liceo Michelet). A partire dal 1903, pubblicò su diverse testate giornalistiche (La Dépêche de Lorient, La Dépêche de Rouen et de Normandie) circa 3000 cronache brevi, con la firma Alain. Divenuto professore al liceo Henri-IV nel 1909, esercitò una profonda influenza sui suoi allievi (tra i quali Raymond Aron, Simone Weil, Simone Pétrement, Georges Canguilhem).

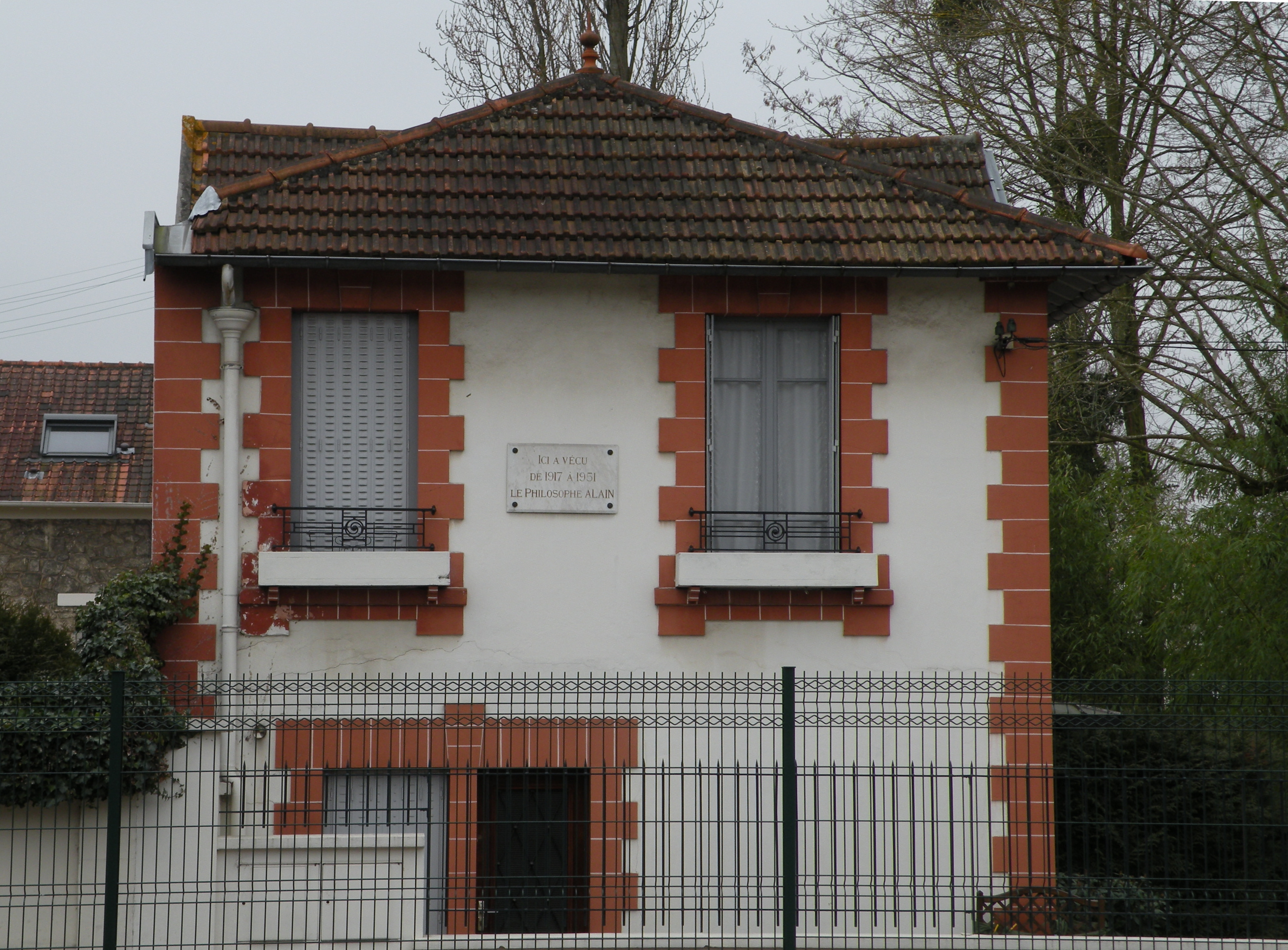
La casa a Le Vésinet dove ha vissuto Alain dal 1917 in poi

Ai primi sentori della guerra, Alain si schierò a favore del pacifismo. Quando la guerra venne dichiarata, senza rinnegare le sue idee, e benché non in grado di spostarsi, non rifiutò la chiamata alle armi. Nel 1917 fu rispedito a casa per una grave ferita al piede. Avendo visto da vicino le atrocità della Grande Guerra, pubblicò nel 1921 il suo celebre pamphlet Mars ou la guerre jugée (“Marte o giudizio sulla guerra”). Sul piano politico, s'impegnò al fianco del movimento radicale in favore di una repubblica liberale strettamente controllata dal popolo. Fino alla fine degli anni '30, la sua opera fu ispirata dalla lotta per il pacifismo e contro il sorgere dei fascismi. Nel 1936, un ictus cerebrale lo costrinse sulla sedia a rotelle.
Morì nel 1951 e fu sepolto nel cimitero di Père-Lachaise. Lo stesso anno gli era stata assegnata la prima edizione del Grand Prix national des lettres.

## Attività critica e filosofica

### IPropos
La filosofia, per Alain è essenzialmente pratica e tende sempre alla morale. "L'accento messo sulla filosofia come medicina dell'anima, rileva Marianelli, ed essenzialmente riconducibile all'etica, ha attirato le critiche di chi, «lo qualificava riduttivamente come moralista [. ..a questi risponde]: “coloro che dicono e anche scrivono, che non sono un filosofo, si sbagliano. Sono ingannati dalla precauzione che ho avuto di restare nel buon senso e di disciplinarlo” [...] Ricordava [quindi] che nella sua biblioteca avremmo trovato Comte interamente divorato e [...] se ogni filosofo continua una tradizione, Alain ribadiva di prendere come esempio la tradizione cartesiana».
Il dato della storia della filosofia è pertanto utile per il filosofo francese soltanto come una sorta di esercizio del pensiero; in questo senso la storia della filosofia è per lui un modo per addestrare il pensiero e infine esercitare il dubbio" .
Certamente espressione di un sapere non sistematico egli ritiene "che non necessariamente il confronto con il passato è un confronto di idee all'interno di partizioni definite in quella che per convenzione indichiamo come storia della filosofia. La filosofia per Alain si fa nei dettagli e non possiamo riferirci o includere il pensiero in categorie, partizioni o classificazioni" .
Forse anche per questa attenzione al dettaglio e per una concezione della filosofia che per sua natura è pratica Alain mise a punto, a partire dal 1906, un vero e proprio genere letterario che lo caratterizza: i "Propos". Si tratta di articoli brevi, ispirati da fatti della vita quotidiana, dallo stile conciso ed invitante, che investono praticamente tutti gli ambiti. Questa forma, apprezzata dal grande pubblico, ha tuttavia allontanato certi critici da uno studio approfondito della sua opera filosofica. I suoi ispiratori furono Platone, Cartesio, Kant e Comte. Il punto d'approdo della sua filosofia è imparare a riflettere e a pensare razionalmente, evitando i pregiudizi. Umanista cartesiano, fu un «risvegliatore di spiriti», appassionato alla libertà, che non propose un sistema o una scuola filosofica, ma insegnò a dubitare di qualsiasi idea. Secondo lui, la capacità di giudizio derivante dalla percezione deve stare a stretto contatto con la realtà e non essere costruita a partire da un sistema teorico.
Alain perse la fede alle scuole superiori, ma senza una vera e propria crisi spirituale. Anche se non credeva in Dio ed era anticlericale, rispettò sempre lo spirito della religione. Fu anche attratto da certi fenomeni religiosi che esaminò con molta perizia. Dalle opere Propos sur la religion e Propos sur le bonheur traspare, un po' come in Comte, un certo fascino per il Vangelo, nel quale vede un bel poema, e per il cattolicesimo che interpreta, sulla base dell'etimologia propria del termine, come un «consenso universale».

### Il giudizio sulla guerra
In Marte, o Giudizio sulla guerra (1921), Alain ha spiegato che ciò che più ha sofferto nel corso della guerra è stato il senso di schiavitù. Egli si scaglia contro il disprezzo degli ufficiali per la truppa, i quali «parlavano agli uomini come a delle bestie». Inoltre egli non sopporta l'idea di questo massacro organizzato, di un simile modo di rapportarsi che gli uomini hanno con gli altri uomini.
Si disgustò quando assistette alla messa a punto di un'enorme macchina finalizzata ad ottenere l'obbedienza dagli uomini, e spiegò anche perché, da militare, non volle mai altro grado che quello di caporale.

## Opere
- La théorie de la connaissance des Stoïciens (1891, ma pubblicato nel 1964)
- Spinoza, 1900
- Les Cent un Propos d'Alain (1910, 1928), trad. Sergio Solmi, Cento e un ragionamenti, Torino: Einaudi, 1960, 19752
- Propos d'un Normand (1912)
- Eléments de philosophie (1916, 1940)
- Quatre-vingt-un Chapitres sur l'esprit et les passions (1917)
- Petit Traité d'Harmonie pour les aveugles (in braille, 1918)
- Les Marchands de Sommeil (1919)
- Système des Beaux-Arts (1920), trad. di Beniamino Dal Fabbro, Sistema delle arti, compilato ad uso degli artisti per abbreviarne le riflessioni preliminari, Milano: Muggiani, 1947
- Mars ou la guerre jugée (1921)
- Propos sur l'esthétique (1923), trad. di Ettore Bonora, Pensieri sull'estetica, Milano: Guerini, 1998
- Lettres au Dr Henri Mondor (1924)
- Propos sur les pouvoirs - Eléments d'une doctrine radicale (1925)
- Souvenirs concernant Jules Lagneau (1925)
- Sentiments, passions et signes (1926)
- Le citoyen contre les pouvoirs (1926)
- Les idées et les âges (1927)
- La visite au musicien (1927)
- Esquisses de l'homme (1927)
- Propos sur le bonheur (1925, 1928), trad. Anna Maria Rodari, Sulla felicità, Roma: Editori Riuniti, 1992
- Entretiens au bord de la mer (1931)
- Vingt leçons sur les Beaux-Arts (1931), trad. Venti lezioni sulle belle arti, con un saggio su L'estetica di Alain di Dino Formaggio, Roma: Edizioni dell'Ateneo, 1953
- Idées. Introduction à la philosophie (1932, 1945)
- Propos sur l'éducation (1932), trad. di Ruggero Rinaldi, Saggi sull'educazione, Bologna: La grafica emiliana, 1959
- Pedagogie enfantine (1932), trad. di Mario Petroni, Pensieri sull'educazione, Roma: Armando, 1963
- Les Dieux (1933)
- Propos de littérature (1934)
- Propos de politique (1934)
- Propos d'économique (1935)
- Stendhal (1935)
- En lisant Balzac (1935)
- Histoire de mes pensées (1936)
- Avec Balzac (1937, riedito nel 1999)
- Souvenirs de guerre (1937)
- Entretien chez le sculpteur (1937)
- Les Saisons de l'esprit (1937)
- Propos sur la religion (1938)
- Convulsions de la force (suite à Mars) (1939, riedito nel 1962)
- Minerce ou de la Sagesse (1939)
- Vigile de l'esprit (1942)
- Préliminaires à la mythologie (1943)
- Vingt et une Scènes de Comédie (1955, postumo)
- Les Arts et les dieux, a cura di Georges Bénézé, prefazione di André Bridoux, Paris: Bibliothèque de la Pléiade Gallimard, 1958
  - contiene: Histoire de mes pensées - Système des Beaux-Arts - Vingt leçons sur les Beaux-Arts - Entretiens chez le sculpteur - La Visite au musicien - Lettres au docteur Mondor - Stendhal - En lisant Dickens - Avec Balzac - Définitions - Préliminaires à la mythologie - Les Dieux
- Les Passions et la sagesse, a cura di Georges Bénézé, prefazione di André Bridoux, Paris: Bibliothèque de la Pléiade Glimard, 1960
  - contiene: Les Idées et les Âges - Les Sentiments familiaux - Les Aventures du cœur - Souvenirs de guerre - Mars ou La guerre jugée - Souvenirs concernant Jules Lagneau - Abrégés pour les aveugles - Platon, Descartes, Hegel - Quatre-vingt-un chapitres sur l'esprit et les passions - Entretiens au bord de la mer
- Propos 1906-1936, vol. I, a cura di Maurice Savin, prefazione di André Maurois, Paris: Bibliothèque de la Pléiade Gallimard, 1956
- Propos 1906-1936, vol. II, a cura di Samuel Sylvestre de Sacy, Paris: Bibliothèque de la Pléiade Gallimard, 1970
- Propositi di felicità, Elliot edizioni, 2013